# Pjotr Romanowitsch Bagration

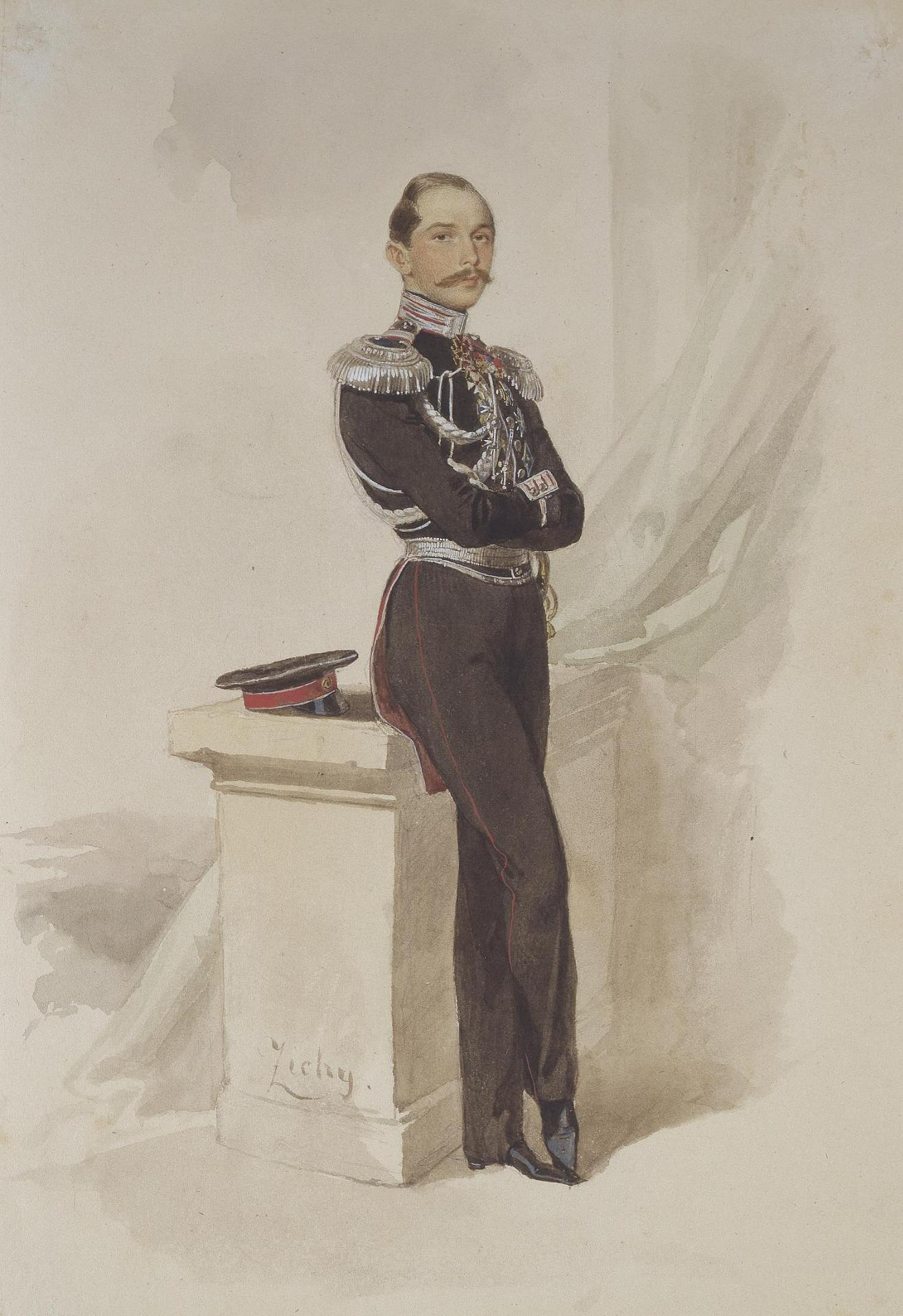
Pjotr Bagration (1852)

Fürst Pjotr Romanowitsch Bagration (georgisch პეტრე ბაგრატიონი, russisch Пётр Романович Багратион; * 12. Septemberjul. / 24. September 1818greg. in Kisljar; † 17. Januarjul. / 29. Januar 1876greg. in Sankt Petersburg), Sohn des Generalleutnants Roman Iwanowitsch Bagration (1778–1834) und ein Neffe des berühmten Generals Pjotr Iwanowitsch Bagration, war ein Generalleutnant der russischen Armee; seit 1862 Gouverneur von Twer und seit 1870 Generalgouverneur von Kurland, Livland und Estland.
1843 schlägt der russ. Ingenieur Peter Romanowitsch Bagration die Zyanidlaugerei in der Goldverhüttung vor, die dann allgemein eingeführt wurde. 1844 arbeitete er an dem ersten Projekt zur Schaffung eines Trockenelements.
Er entdeckte in den Mineralgruben von Achmatow bei Slatoust ein neues Fossil, das nach ihm Bagrationit genannt wird.